# Thiamazole
Thiamazole, còn được gọi là methimazole, là một loại thuốc dùng để điều trị cường giáp. Điều này bao gồm bệnh Graves, bướu cổ đa bào độc hại và khủng hoảng ngộ độc tuyến giáp. Nó được đưa vào cơ thể qua đường miệng. Hiệu ứng đầy đủ của thuốc có thể mất một vài tuần để xảy ra.
Các tác dụng phụ thường gặp bao gồm ngứa, rụng tóc, buồn nôn, đau cơ, sưng và đau bụng. Tác dụng phụ nghiêm trọng có thể bao gồm số lượng tế bào máu thấp, suy gan và viêm mạch. Sử dụng không được khuyến cáo trong ba tháng đầu của thai kỳ nhưng có thể được sử dụng trong ba tháng thứ hai hoặc ba tháng thứ ba. Nó có thể được sử dụng trong thời gian cho con bú. Những người đã phát triển các tác dụng phụ đáng kể cũng có thể có vấn đề với propylthiouracil. Thiamazole là một thioamide và hoạt động bằng cách giảm sản xuất hormone tuyến giáp.
Thiamazole được chấp thuận cho sử dụng y tế tại Hoa Kỳ vào năm 1950. Nó có sẵn như là một loại thuốc gốc. Một tháng cung cấp ở Hoa Kỳ có chi phí bán buôn khoảng 6,80 đô la Mỹ. Nó cũng có sẵn ở châu Âu và châu Á. Năm 2016, đây là loại thuốc được kê đơn nhiều thứ 275 tại Hoa Kỳ với hơn một triệu đơn thuốc.

## Sử dụng trong y tế
Thiamazole là một loại thuốc dùng để điều trị bệnh cường giáp như trong bệnh Graves, một tình trạng xảy ra khi tuyến giáp bắt đầu sản xuất dư thừa hormone tuyến giáp. Thuốc cũng có thể được thực hiện trước khi phẫu thuật tuyến giáp để giảm mức độ hormone tuyến giáp và giảm thiểu ảnh hưởng của thao tác tuyến giáp. Ngoài ra, thiamazole được sử dụng trong môi trường thú y để điều trị bệnh cường giáp ở mèo.